# Le Mort-Homme
Les hauteurs du Mort-Homme (en allemand : Toter Mann) se trouvent sur la commune française de Cumières-le-Mort-Homme, à environ 10 kilomètres au nord-ouest de la ville de Verdun. Pendant la Première Guerre mondiale la colline a été le lieu de nombreux combats lors de la bataille de Verdun.

## Situation
La colline possède deux sommets qui portent le nom de leur hauteur en mètres : la crête nord est la Cote 265, celle du sud, la Cote 295. Ces noms n'étaient pas utilisés à l'époque, et de plus les relevés modernes ont établi leur hauteur respective à 287 et 281 mètres. Elle surplombe Béthincourt au nord-ouest, le Bois des corbeaux et Cumières à l'est, et Esnes au sud. La colline est située à 1,55 kilomètres au nord du village de Chattancourt. C'était un superbe point de vue : le champ de vision dans toutes les directions était remarquable.

## Histoire
Fin février 1916, à la suite des attaques allemandes sur la rive droite de la Meuse lors de la bataille de Verdun, les Français établissent des batteries d'artillerie sur les collines de la rive gauche commandant la rive droite opposée. L'artillerie française fait tellement de victimes que les Allemands décident d'attaquer simultanément vers le sud le long de la rive gauche du fleuve pour prendre le Mort-Homme et ses collines voisines. Au cours des mois suivants, les Allemands lancent des attaques répétées, pilonnant les lignes françaises, se précipitant sur leurs positions et éjectant les Français de leurs tranchées détruites. L'artillerie française réduira alors les Allemands, et des contre-attaques les chasseront de nouveau, l'infanterie française réoccupant les trous d'obus où se trouvaient les systèmes de tranchées.
Malgré le coût, les Allemands comprennent dès mars 1916 que la clé pour prendre le Mort-Homme est la Cote 304, qui en domine l'approche et permet de tirer sur les Allemands attaquant la colline. Des attaques allemandes sur la Cote 304 commencent le 23 mars mais les Français la défendent obstinément, et en repoussent de nombreuses. Le 9 avril, les Allemands lancent un deuxième assaut sur les deux collines ; une fois de plus, les Français tiennent bon et l'attaque échoue. Ce n'est que le 6 mai que la Cote 304 tombe, à la suite d'un bombardement de 36 heures ayant commencé le 3 mai et après d'âpres combats au corps à corps. Le 24 mai, les Allemands remportent le deuxième sommet, la Cote 295. La Cote 265 était marquée sur les cartes allemandes, mais pas sur les françaises, comme le Toter Mann. Après trois mois d'âpres combats, le Mort-Homme est aux mains des Allemands. 
Les collines seront reprises par les Français le 20 août 1917.

## Un siècle après

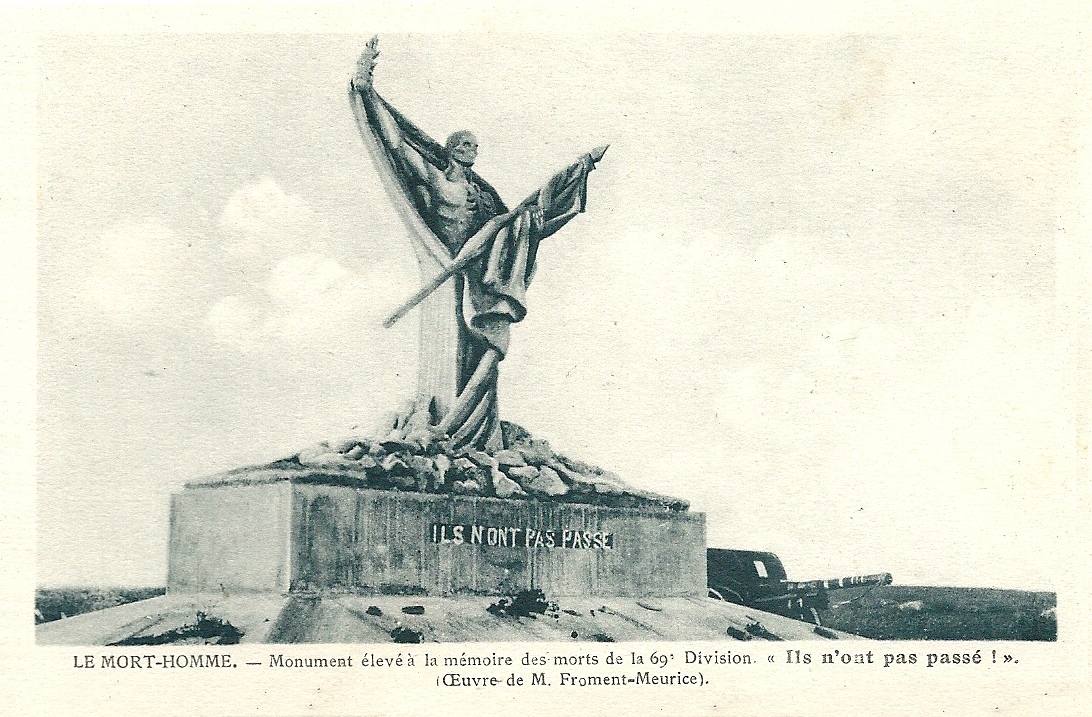
Le Mort-Homme : monument élevé à la mémoire des soldats de la 69e division (Froment-Meurice, 1922).

Le Mort-Homme est accessible par la route à 1,55 kilomètre au nord du village de Chattancourt. Au sommet se trouve un site mémorial comprenant plusieurs monuments, dominé depuis 1922 par la sculpture de Jacques Froment-Meurice représentant un squelette, qui commémore la 69e division française, et sur le socle de laquelle est gravée l'inscription « Ils n'ont pas passé ». Sur le flanc nord de la colline se trouvent les vestiges du tunnel allemand du Kronprinz (faisant partie du complexe de tunnels de Gallwitz).